# Centredreta
Centredreta, també anomenada política de dreta moderada, s'inclina a la dreta de l'espectre polític, però està més a prop del centre que altres. Des de la dècada de 1780 fins a la de 1880, es va produir un canvi en el món occidental de l'estructura de classe social i l'economia, allunyant-se de la noblesa i el mercantilisme, cap a la classe alta i el capitalisme. Aquest canvi econòmic general cap al capitalisme va afectar moviments de centredreta, com el Partit Conservador del Regne Unit, que va respondre donant suport al capitalisme.
La Unió Demòcrata Internacional és una aliança de partits polítics de centredreta (a més d'altres de dretes) com ara el Partit Conservador del Regne Unit, el Partit Conservador del Canadà, el Partit Republicà dels Estats Units, el Partit Liberal d'Austràlia, el Partit Nacional de Nova Zelanda i els partits demòcrates-cristians, que es comprometen amb els drets humans i amb el desenvolupament econòmic.
El terme designa partits diferents segons la realitat de cada país, ja que sovint els moviments reivindiquen el centre com a espai que més vots pots atreure.